# José Aurelio Dueñas
José Aurelio Abelardo Dueñas Borja (Pillaro, 16 de julio de 1880-Quito, 9 de agosto de 1961) fue un químico, industrial y filántropo ecuatoriano, inventor de un método de fijación y revelado de los colores en los textiles.

## Biografía
Hijo de Rafael Dueñas León y Juana Margarita Borja Michelena, José Aurelio nació en Pillaro el 16 de julio de 1880. Quedó huérfano de padre a los seis años y estudió en el seminario menor San Luis de su ciudad natal, donde aprendió latín y griego. Prosiguió sus estudios en el seminario mayor pero, sin vocación sacerdotal, salió de éste. Más tarde estudió francés, idioma que hablaba a la perfección desde su infancia ya que sus padres eran fluidos en él. Posteriormente aprendió alemán e inglés. Asistió al Conservatorio Nacional de Música de Quito y era un excelente intérprete de la mandolina. Su intención de estudiar medicina se vio cortada, pero encontró su pasión en la química. 
Descubrió y desarrolló un método para la fijación de los colores en los textiles cuya base era oleaginosas vegetales. La fórmula extraviada tras su muerte sigue siendo motivo de investigación, pues se cree que el aceite base, que servía para el revelado y la fijación de los colores, no ha sido superado aún.
En numerosas ocasiones recibió invitaciones de sus amigos conservadores a participar en política, siendo todas ellas rechazadas. Fue un promotor de la apertura de fronteras a los exiliados europeos después de la Segunda Guerra Mundial, pues estaba convencido de la importancia del aporte intelectual de los europeos para una nación subdesarrollada como era Ecuador. A pesar de su amistad personal con Gonzalo Zaldumbide y con varios ministros franceses en Ecuador, como Clavery, Le Mallier y Denis, promovió la migración de centroeuropeos a Quito. Esto le llevó a tener estrechos lazos con la comunidad de europeos que se afincaron en Quito y Panamá tras la guerra. Tuvo la habilidad y prestancia para desarrollar sólidas amistades con la comunidad judía así como con franceses, alemanes, húngaros, polacos, checos y rumanos.
Se casó en 1908 con Mercedes Vaca Escalante, hija de Adolfo Vaca Soria y Virginia Escalante y Velasco. Su padre era un exitoso terrateniente con haciendas extremadamente rentables en el valle de Cumbayá, a las afueras de Quito, y su madre era heredera de considerables propiedades en la provincia de Tungurahua; sin embargo José Aurelio nunca utilizó los bienes de la familia de su esposa o los bienes a los que ella tuvo derecho en la secesión de los Vaca Escalante para mejorar la situación patrimonial de su familia. 
Como filántropo inicio programas privados de alfabetización en sus haciendas y trató de extender el programa a la fábrica de textiles La Internacional para la que trabajó durante un tiempo. Apoyó anónimamente la labor del asilo de ancianos en Quito. Tuvo catorce hijos con su esposa (dos fallecieron al nacer) y murió de cáncer de hígado en Quito el 9 de agosto de 1961.
- Datos: Q5938362